# HMS Valiant (02)
O HMS Valiant foi um encouraçado rápido que operou durante as duas grandes guerras.
Na Segunda Guerra Mundial, o Valiant estava operando no Oceano Atlântico, mas atuou mais no Mar Mediterrâneo, onde escoltou comboios a Malta e nos desembarques na Sicília e na Itália. Serviu também na frota oriental em 1942,voltando ao Mediterrâneo em 1943, para operações de desembarque.
Em janeiro de 1944, ele se juntou ao então recém-reparado HMS Queen Elizabeth para uma segunda participação na frota oriental, mas ficou seriamente danificado num acidente nas docas de Trincomalee e nunca mais foi reparado.
Depois que a guerra acabou, ele foi desmontado e transformado em sucata.